# Nikolaj Ivanovič Novikov
Nikolaj Ivanovič Novikov (rusky Николай Иванович Новиков, 27. dubnajul./ 8. května 1744greg., Tichvinskoje-Avdotino, Moskevská gubernie – 31. červencejul./ 12. srpna 1818greg., tamtéž) byl ruský klasicistní spisovatel, novinář, kritik a vydavatel, který se svou ediční činností mimo jiné zasloužil o rozvoj preromantických tendencí v ruské literatuře. Patřil k poměrně rozsáhlé skupině ruských intelektuálů, jejichž aktivita, zaměřená na reformy ruské společnosti, byla potlačena po porážce Pugačovova povstání. Patřil také k významným ruským zednářům, do jejichž lóže vstoupil v druhé polovině sedmdesátých let.

## Život a dílo
Pocházel ze šlechtické rodiny. Několik let studoval na gymnáziu při Moskevské univerzitě, ale roku 1760 byl pro záškoláctví vyloučen. Na počátku roku 1762 vstoupil do Izmailovského gardového pluku, se kterým se zúčastnil převratu při nastolení Kateřiny II. Roku 1768 odešel jako major do výslužby a zcela se věnoval publicistice.

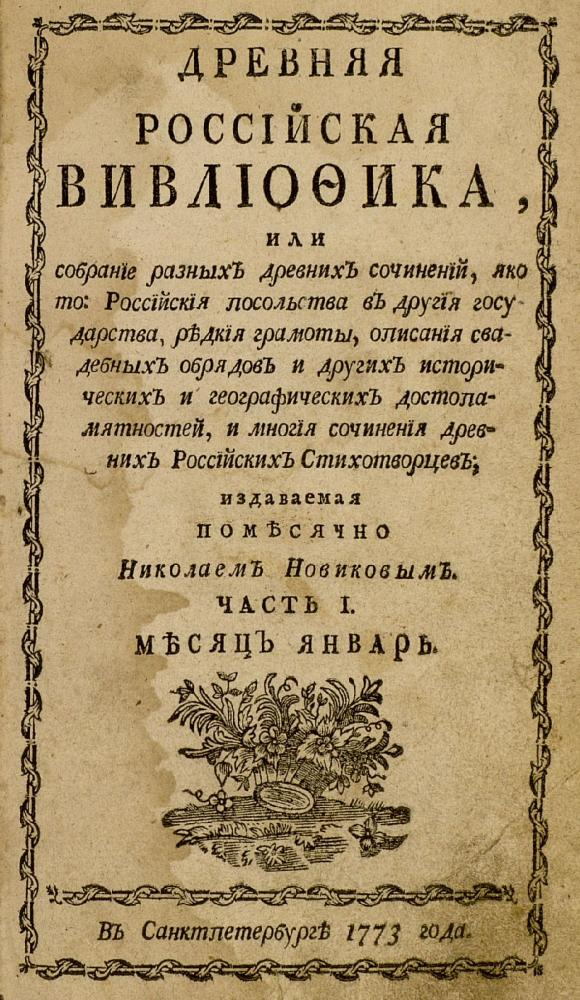
Stará ruská bibliotéka, první část z roku 1773

Roku 1769 začal vydávat satirický týdeník Трутень (Trubec), který byl roku 1770 zakázán. Kritizoval v něm úplatnost úřednictva, zneužívání moci statkářů vůči nevolníkům a nešetřil ani šlechtice u carského dvora. Bojoval rovněž za ruskou národní kulturu a proti povrchní galomanii (nekritická záliba ve všem francouzském). I jeho další časopisy brzy skončily: Пустомеля (Tlachalka) ještě roku 1770 po dvou číslech, Живописец (Malíř) vycházel jen v letech 1772–1773 (pět čísel) a Кошелёк (Síťka na paruku) skončil roku 1774 po devíti číslech.
V časopise Живописец vydal Novikov své dvě zásadní práce: Письма к Фалалею (Dopisy Falajevovi) a Отрывок путешествия в ***И***Т*** (Úryvek z cesty do I***Т***), v té době nejostřejší odsouzení společenských poměrů v Rusku (první dílo bývá někdy připisováno Fonvizinovi a druhé Radiščevovi). Velký význam měly ve své době i Novikovovy literárně-historické práce Опыт исторического словаря о российских писателях (1772, Nárys historického slovníku ruských spisovatel) a Древняя российская вивлиофика (1773–1775, Stará ruská bibliotéka), desetisvazkové vydání staroruských literárních památek.
Velmi rozsáhlá byla také Novikovovova osvětová činnost. Vydával literárně-kritický týdeník Санкт-Петербургские учёные ведомости (1777, Petrohradské vědecké listy), filosofický časopis Утренний свет(1777–1780, Ranní světlo) a zednářsky orientovaný měsíčník Вечерняя заря (1782, Večerní úsvit). Založil první ženský časopis Модное ежемесячное издание, или Библиотека для дамского туалета (1779, Bibliotéka pro dámskou toaletu) a první dětský časopis Детское чтение для сердца и разума (1785–1789, Dětské čtení pro srdce i rozum). Najímal a zřizoval tiskárny, v nichž vydával učební pomůcky a díla Pascala, Voltaira, Diderota, preromantiků Edwarda Younga a Jeana-Jacquese Rousseaua, práce mystiků a německých pietestů. Otevíral obchody s knihami, v Moskvě zřídil čítárnu, z prostředků získaných vydavatelskou činností založil dvě školy pro děti raznočinců, bojoval proti nevolnictví, podporoval hladovějící rolníky, a věnoval se další filantropické činnosti.
Od poloviny osmdesátých let měl Novikov problémy s úřady a jím vydané knihy byly podrobeny zkoumání zvláštní komise, zda nejsou závadné. Po vypuknutí revoluce ve Francii byla Novikovova ediční činnost postupně omezována a roku 1791 zastavena. V dubnu roku 1792 byl Novikov zatčen a na příkaz carevny Kateřiny II. odsouzen na 15 let vězení ve Šlisselburské pevnosti za zištné podvody, zednářství, šíření zhoubných knih a další vykonstruovaná obvinění. Po smrti carevny roku 1796 jej nový car Pavel I. nechal okamžitě propustit. Vězení jej však zlomilo, rezignoval na veřejnou činnost a dožil na svém statku v rodné vsi.

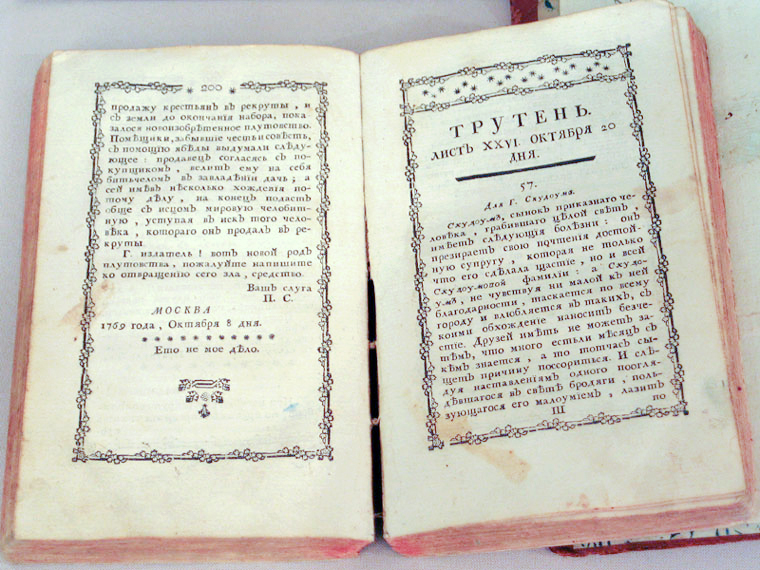
Trubec
- Malíř
- Dětské čtení pro srdce i rozum
- Ranní světlo
- Večerní úsvit